# Laitauredeltat
Laitauredeltat, eller Laidauredeltat, är ett delta strax söder om Sareks nationalpark och är bildat av floden Rapaätno. Deltats storlek är omkring 7 gånger 2 kilometer och höjden över havet är cirka 490 meter. Den mest besökta utsiktspunkten är fjället Skierfe som relativt lätt kan nås från STF:s stugor vid Aktse invid Kungsleden.

## Bildgalleri

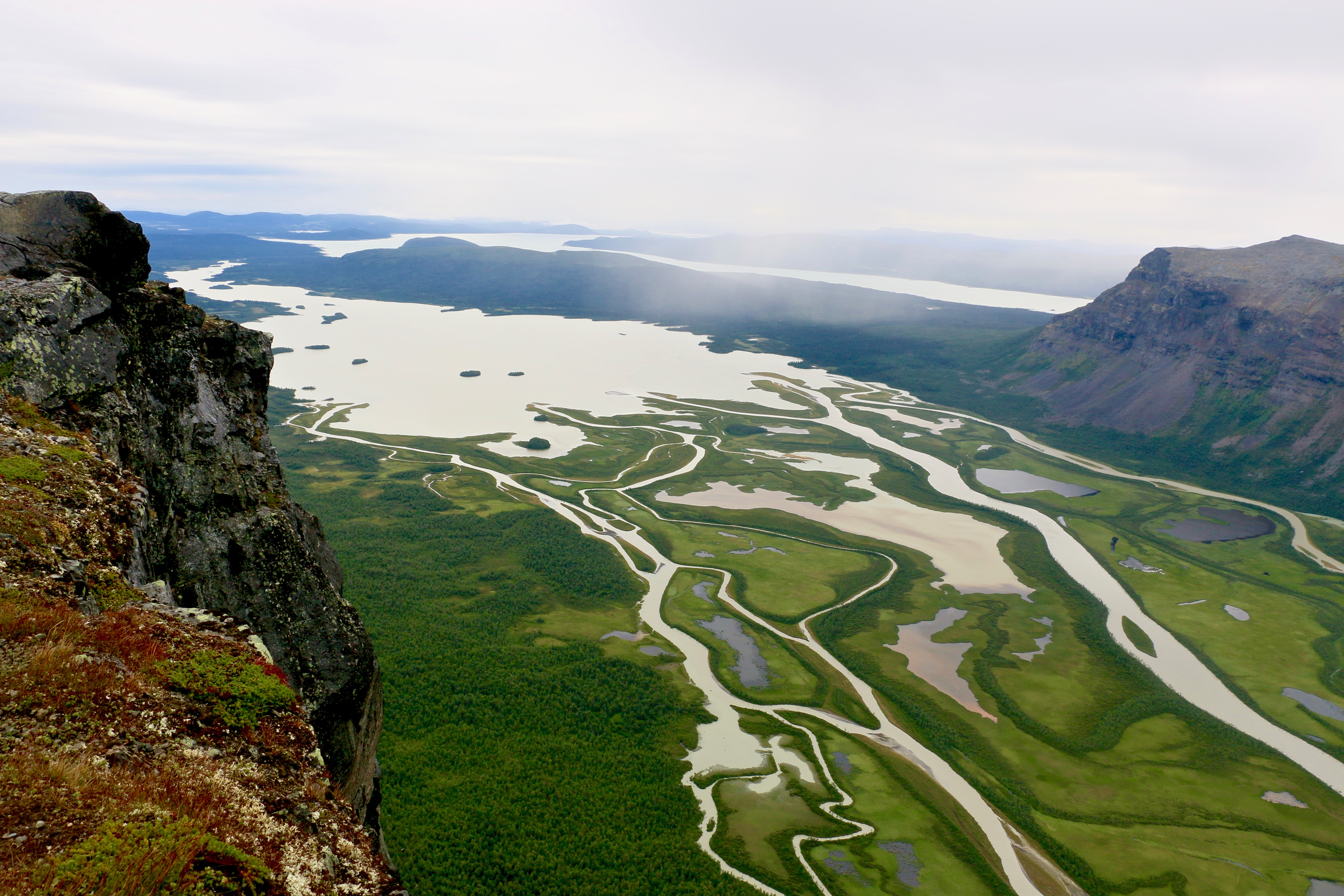
Laitauredeltat och sjön Laitaure.
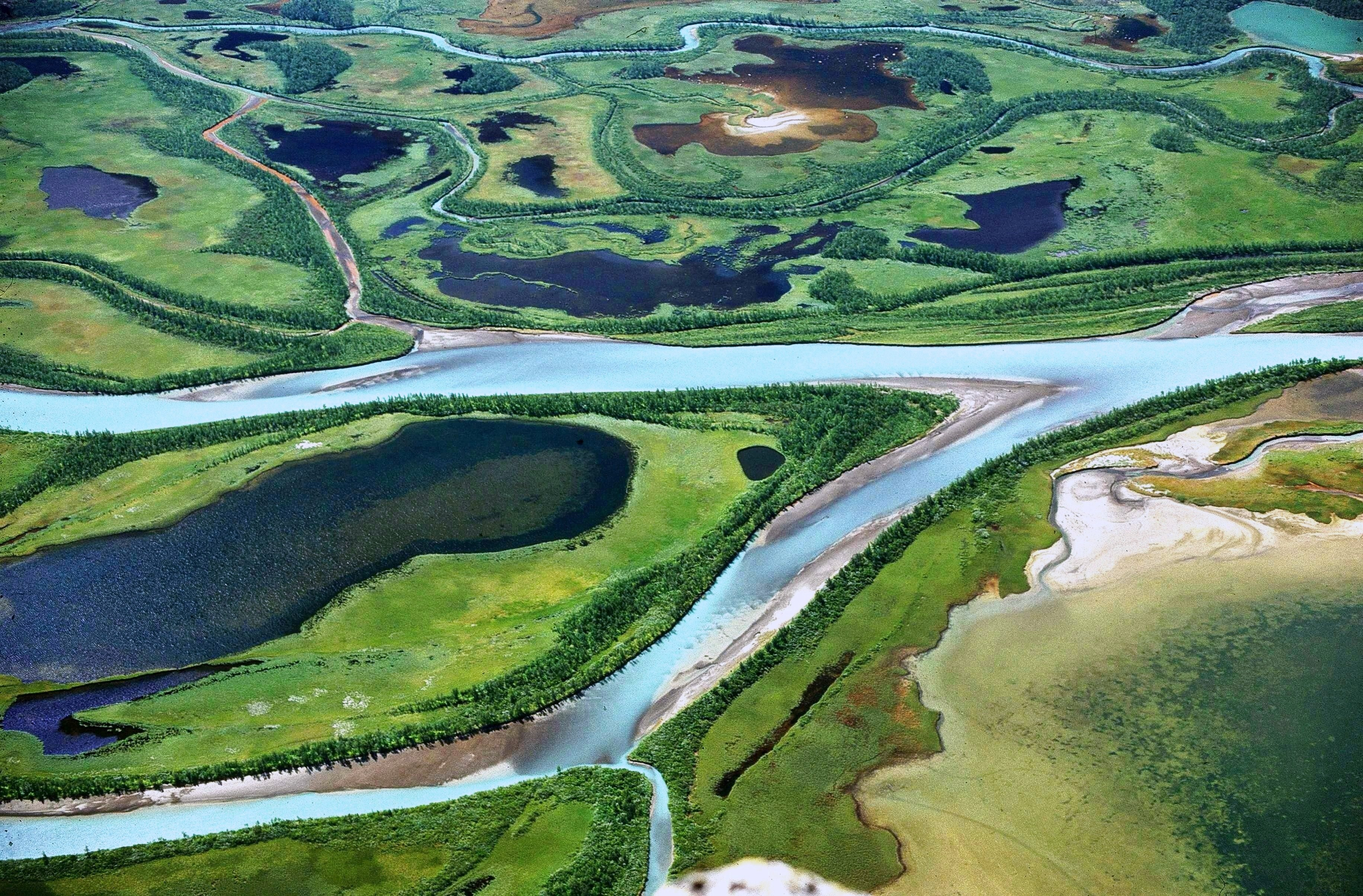
Mittre delen av Laitauredeltat sett från Skierfe.
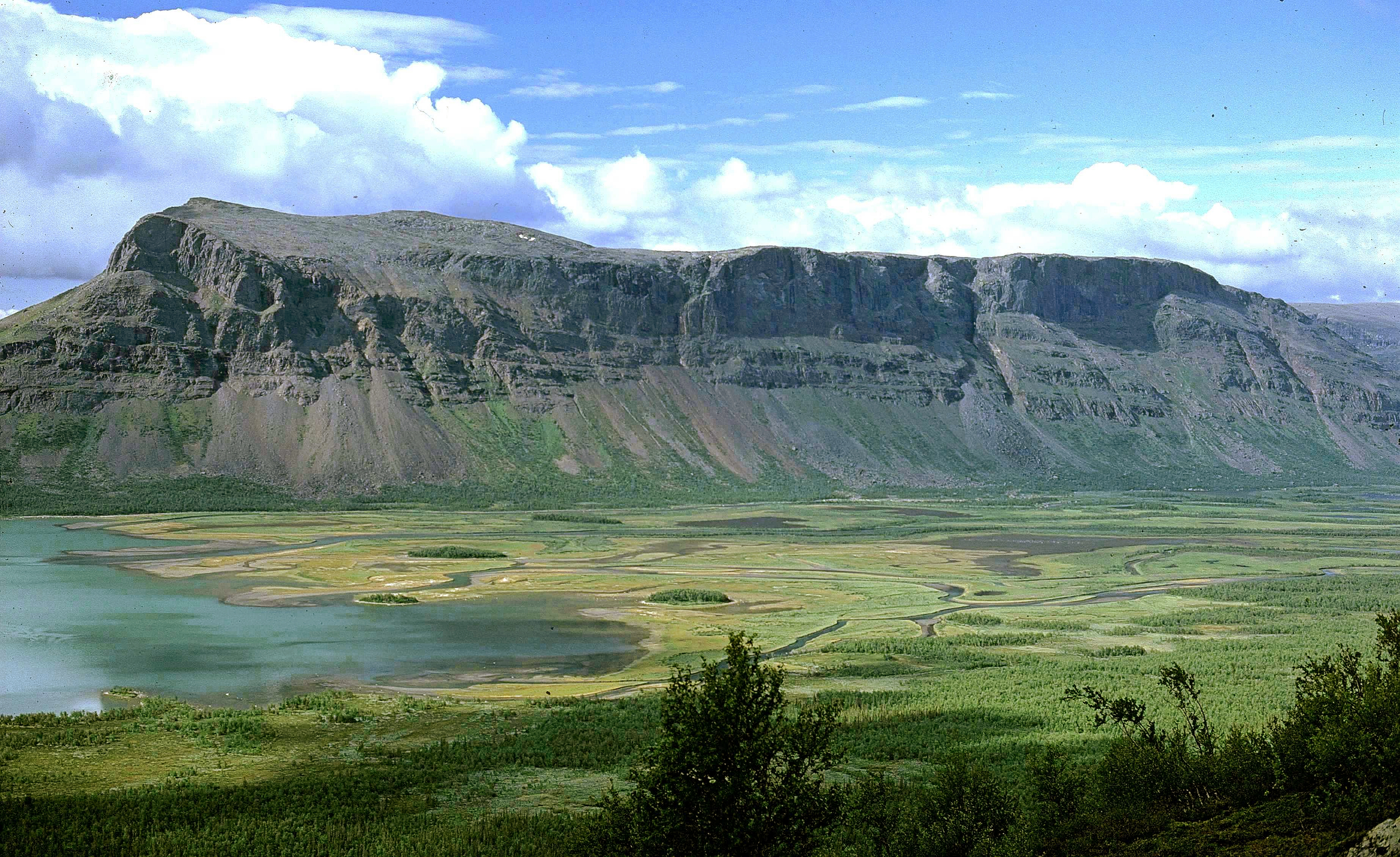
Berget Tjakkeli vid Laitauredeltat.
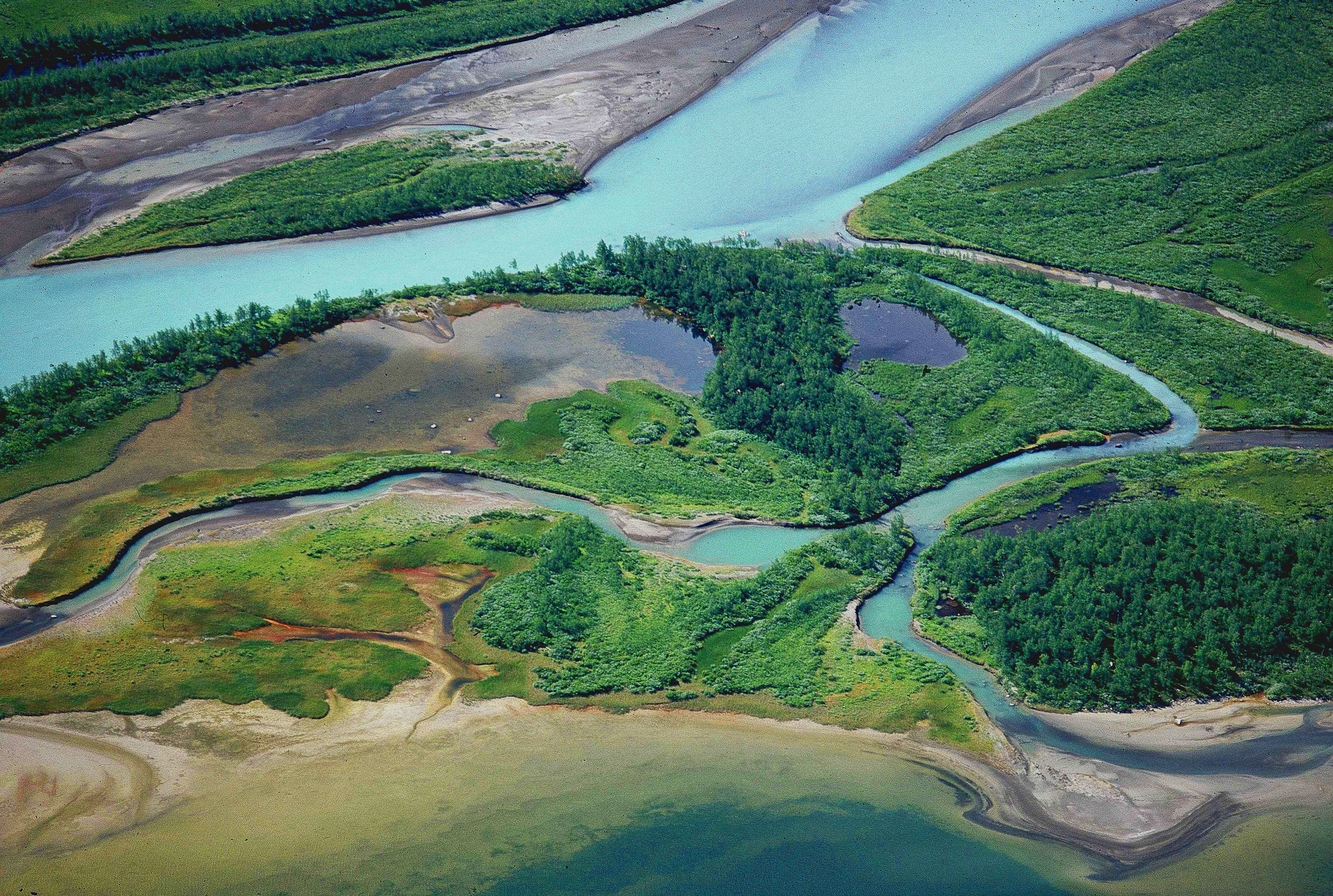
Detalj av Laitauredeltat.
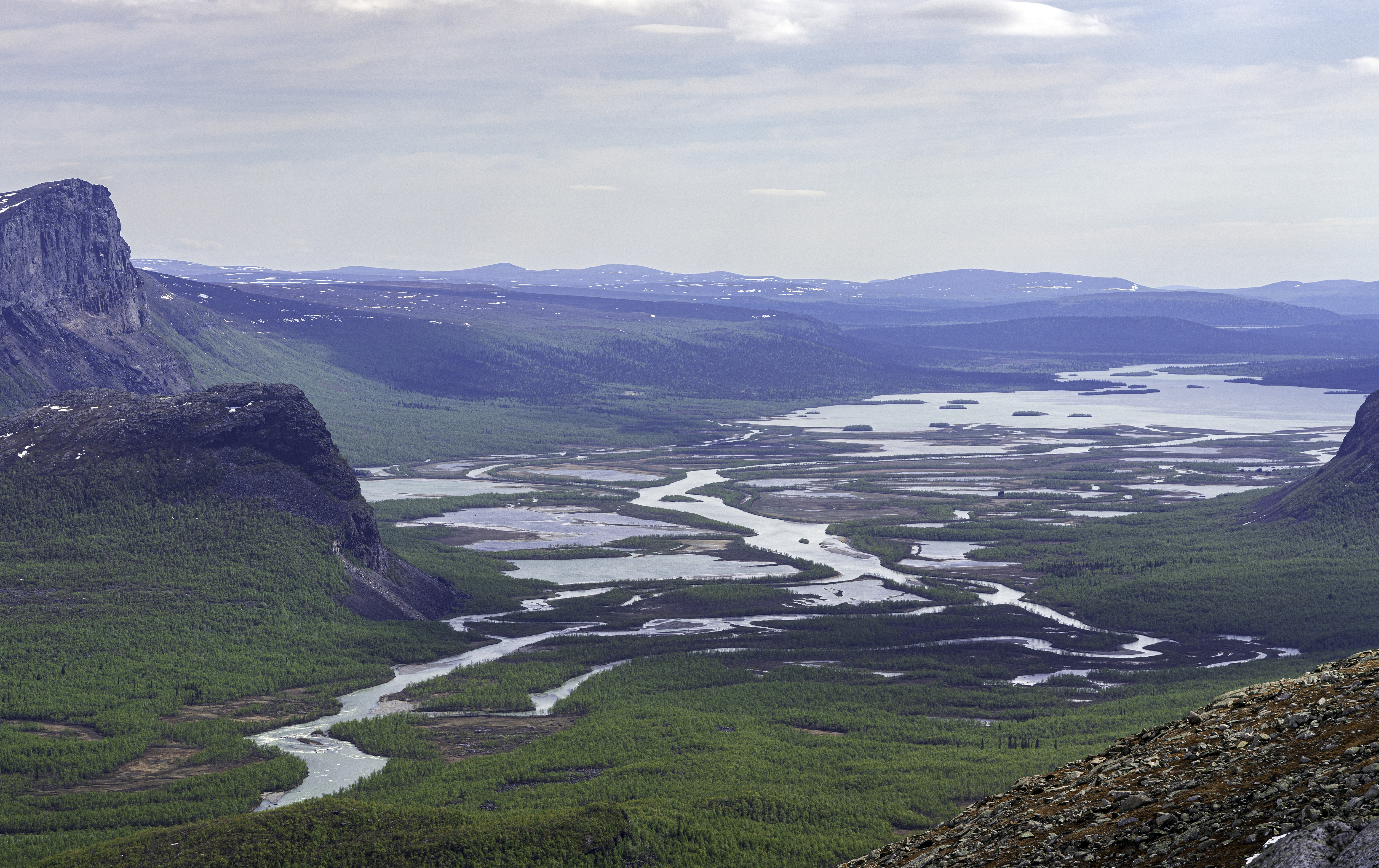
Lájtávrredeltat och Lájtávrre. Vy mot öster från Vájggántjåhkkå.